# Kimhva
Kimhva (hangul: 김화군, Kimhva-kun, handzsa: 金化郡, RR: Kimhwa-kun) megye Észak-Koreában, Kangvon (Kangwŏn) tartományban. Kogurjo (Koguryŏ) idején alapították és emelték megyei rangra. Mai nevét 1018-ban nyerte el.

## Földrajza
Keletről Kumgang (Kŭmgang), északról Cshangdo (Ch'angdo) és Höjang (Hoeyang), nyugatról Phjonggang (P'yŏnggang) és Szepho (Sep'o), délről a dél-koreai Kangvon (Gangwon) tartománybeli Cshorvon (Cheolwon) határolja.
Legmagasabb pontja az 1109 méter magas Pegjokszan (백역산; 白易山, Paegyŏksan).

## Közigazgatása
1 községből (up (ŭp)), 13 faluból (ri (ri)) és 1 munkásnegyedből (rodongdzsagu (rodongjagu)) áll:
| - Kimhva-up (김화읍; 金化邑, Kimhwa-ŭp) - Hakpang-rodongdzsagu (학방로동자구; 鶴芳勞動者區, Hakpang-rodongjagu) - Kubong-ri (구봉리; 九峯里, Kubong-ri) - Tanghjon-ri (당현리; 堂峴里, Tanghyŏn-ri) - Rjonghjon-ri (룡현리; 龍峴里, Ryonghyŏn-ri) - Popszu-ri (법수리; 法首里, Pŏpsu-ri) - Szangphan-ri (상판리; 上板里, Sangp'an-ri) - Sincshang-ri (신창리; 新創里, Sinch'ang-ri) | - Sinphung-ri (신풍리; 新豊里, Sinp'ung-ri) - Oho-ri (어호리; 漁湖里, Ŏho-ri) - Vonnam-ri (원남리; 遠南里, Wŏnnam-ri) - Vondong-ri (원동리; 遠東里, Wŏndong-ri) - Vonbuk-ri (원북리; 遠北里, Wŏnbuk-ri) - Cshangdo-ri (창도리; 昌道里, Ch'angdo-ri) - Cshoszo-ri (초서리; 初西里, Ch'osŏ-ri) |

## Gazdaság
Kimhva (Kimhwa) megye gazdasága szövőiparra, élelmiszeriparra, vegyiparra és gyógyszeriparra épül.

## Oktatás
Kimhva (Kimhwa) megye egy mezőgazdasági és egy bányászati főiskolának, 25 általános és 22 középiskolának ad otthont.

## Egészségügy
A megye számos egészségügyi intézménnyel rendelkezik, köztük 1 megyei és kb. 20 helyi kórházzal.

## Közlekedés
A megye közutakon a szomszédos helységek felől közelíthető meg. A megye vasúti kapcsolatokkal nem rendelkezik.